# 스타 배넷 어택

스타 배넷 어택은 MBC 게임의 예능 프로그램이다. 프로게이머들을 초청해 시청자들과 함께하는 프로그램이다. 임성춘, 서경종이 진행한다.

## 2008년 시즌
MBC 게임에서 2008년 시작되었고, 박상현, 이승원 조합으로 진행을 했다.

## MC 배넷 굴욕
2008년 추석특집으로 방영되었다, 프로게이머 대신 해설위원들이 출연하였다.

## 2011년 시즌
2011년 4월에 다시 돌아왔으며, 박상현 대신 유대현이 들어왔다. 그러다 이승원과 유대현이 하차하고 임성춘, 서경종이 새로 진행을 하게 되었다. 그러다 2012년 1월 27일 MBC게임 폐국으로 인하여 종영되었다

## 게스트

### 2008년 시즌
| 회차 | 방송날짜        | 게스트 |
| ---- | --------------- | ------ |
| 1회  | 2008년 1월 14일 | 송병구 |
| 2회  | 2008년 1월 16일 | 전상욱 |
| 3회  | 2008년 1월 21일 | 강민   |
| 4회  | 2008년 1월 22일 | 홍진호 |
| 5회  | 2008년 1월 23일 | 이성은 |
| 6회  | 2008년 1월 28일 | 박태민 |
| 7회  | 2008년 1월 30일 | 오영종 |
| 8회  | 2008년 1월 31일 | 김택용 |
| 9회  | 2008년 3월 3일  | 이영호 |
| 10회 | 2008년 3월 5일  | 박정석 |
| 11회 | 2008년 3월 7일  | 강구열 |
| 12회 | 2008년 3월 10일 | 진영수 |
| 13회 | 2008년 3월 12일 | 박성균 |
| 14회 | 2008년 3월 14일 | 도재욱 |
| 15회 | 2008년 3월 17일 | 서지훈 |
| 16회 | 2008년 3월 19일 | 염보성 |
| 17회 | 2008년 3월 21일 | 신정민 |
| 18회 | 2008년 3월 24일 | 김민구 |
| 19회 | 2008년 3월 26일 | 신희승 |
| 20회 | 2008년 3월 28일 | 변형태 |
| 21회 | 2008년 7월 14일 | 이성은 |
| 22회 | 2008년 7월 18일 | 도재욱 |
| 23회 | 2008년 7월 21일 | 서경종 |
| 24회 | 2008년 7월 22일 | 허영무 |
| 25회 | 2008년 7월 23일 | 홍진호 |
| 26회 | 2008년 7월 29일 | 박성준 |
| 27회 | 2008년 7월 30일 | 염보성 |
| 28회 | 2008년 8월 4일  | 신정민 |
| 29회 | 2008년 8월 8일  | 민찬기 |
| 30회 | 2008년 8월 11일 | 서지수 |
| 31회 | 2008년 8월 12일 | 진영수 |
| 32회 | 2008년 8월 24일 | 윤용태 |
| 33회 | 2008년 8월 25일 | 고인규 |
| 34회 | 2008년 8월 26일 | 전상욱 |
| 35회 | 2008년 8월 28일 | 이제동 |
| 36회 | 2008년 8월 30일 | 박태민 |

### 2011년 시즌
| 회차 | 방송날짜         | 게스트         |
| ---- | ---------------- | -------------- |
| 1회  | 2011년 4월 3일   | 홍진호         |
| 2회  | 2011년 4월 4일   | 송병구         |
| 3회  | 2011년 4월 9일   | 서지수         |
| 4회  | 2011년 4월 10일  | 오영종         |
| 5회  | 2011년 4월 11일  | 이제동         |
| 6회  | 2011년 4월 12일  | 박정석         |
| 7회  | 2011년 4월 15일  | 도재욱         |
| 8회  | 2011년 5월 23일  | 정명훈         |
| 9회  | 2011년 5월 24일  | 구성훈         |
| 10회 | 2011년 5월 29일  | 허영무         |
| 11회 | 2011년 5월 30일  | 김민철         |
| 12회 | 2011년 5월 31일  | 염보성         |
| 13회 | 2011년 6월 9일   | 고석현         |
| 14회 | 2011년 6월 16일  | 김명운         |
| 15회 | 2011년 6월 23일  | 이영호         |
| 16회 | 2011년 6월 29일  | 민찬기         |
| 17회 | 2011년 7월 11일  | 김태균         |
| 18회 | 2011년 7월 18일  | 홍진호         |
| 19회 | 2011년 7월 25일  | 전태양         |
| 20회 | 2011년 7월 26일  | 김재훈         |
| 21회 | 2011년 7월 29일  | 노준규         |
| 22회 | 2011년 7월 31일  | 이재호         |
| 23회 | 2011년 8월 6일   | 송병구         |
| 24회 | 2011년 8월 7일   | 유준희         |
| 25회 | 2011년 8월 9일   | 박세정         |
| 26회 | 2011년 8월 11일  | 박수범         |
| 27회 | 2011년 8월 12일  | 김윤중         |
| 28회 | 2011년 8월 13일  | 조일장         |
| 29회 | 2011년 8월 14일  | 오영종         |
| 30회 | 2011년 8월 21일  | 임태규         |
| 31회 | 2011년 8월 22일  | 구성훈         |
| 32회 | 2011년 8월 28일  | 염보성         |
| 33회 | 2011년 8월 29일  | 김택용         |
| 34회 | 2011년 9월 2일   | 고강민         |
| 35회 | 2011년 9월 3일   | 정윤종         |
| 36회 | 2011년 9월 5일   | 박준오         |
| 37회 | 2011년 9월 16일  | 이승석         |
| 38회 | 2011년 9월 17일  | 이제동         |
| 39회 | 2011년 9월 18일  | 박정석         |
| 40회 | 2011년 9월 19일  | 박지호         |
| 41회 | 2011년 9월 23일  | 민찬기         |
| 42회 | 2011년 9월 24일  | 주영달         |
| 43회 | 2011년 9월 25일  | 김기현         |
| 44회 | 2011년 9월 26일  | 김동현         |
| 45회 | 2011년 9월 30일  | 전상욱         |
| 46회 | 2011년 10월 1일  | 이영한         |
| 47회 | 2011년 10월 2일  | 박대호         |
| 48회 | 2011년 10월 3일  | 전태양         |
| 49회 | 2011년 10월 7일  | 최연성         |
| 50회 | 2011년 10월 9일  | 허영무         |
| 51회 | 2011년 10월 10일 | 김대엽         |
| 52회 | 2011년 10월 14일 | 박성균         |
| 53회 | 2011년 10월 16일 | 김유진         |
| 54회 | 2011년 10월 17일 | 김재훈         |
| 55회 | 2011년 10월 21일 | 고석현         |
| 56회 | 2011년 10월 22일 | 전상욱         |
| 57회 | 2011년 10월 23일 | 박용운         |
| 58회 | 2011년 10월 24일 | 조기석         |
| 59회 | 2011년 10월 28일 | 박수범         |
| 60회 | 2011년 10월 29일 | 정명훈         |
| 61회 | 2011년 10월 30일 | 유준희         |
| 62회 | 2011년 10월 31일 | 김동현         |
| 63회 | 2011년 11월 4일  | 염보성         |
| 64회 | 2011년 11월 5일  | 정경두         |
| 65회 | 2011년 11월 6일  | 송병구         |
| 66회 | 2011년 11월 7일  | 최우범         |
| 67회 | 2011년 11월 11일 | 이재균         |
| 68회 | 2011년 11월 12일 | 전상욱         |
| 69회 | 2011년 11월 14일 | 고강민         |
| 70회 | 2011년 11월 18일 | 손승완         |
| 71회 | 2011년 11월 19일 | 민찬기         |
| 72회 | 2011년 11월 21일 | 고석현         |
| 73회 | 2011년 11월 25일 | 김승현         |
| 74회 | 2011년 11월 27일 | 박재혁         |
| 75회 | 2011년 11월 28일 | 구성훈         |
| 76회 | 2011년 12월 2일  | 민찬기         |
| 77회 | 2011년 12월 5일  | 오영종         |
| 78회 | 2011년 12월 9일  | 하늘           |
| 79회 | 2011년 12월 12일 | 김태균         |
| 80회 | 2011년 12월 16일 | 강구열         |
| 81회 | 2011년 12월 19일 | 신재욱         |
| 82회 | 2011년 12월 23일 | 최우범         |
| 83회 | 2011년 12월 26일 | 도재욱         |
| 84회 | 2011년 12월 30일 | 김동현         |
| 85회 | 2012년 1월 2일   | 전상욱         |
| 86회 | 2012년 1월 6일   | 변성철         |
| 87회 | 2012년 1월 9일   | 이영한         |
| 88회 | 2012년 1월 13일  | 오영종         |
| 89회 | 2012년 1월 16일  | 염보성         |
| 90회 | 2012년 1월 20일  | 박용운         |
| 91회 | 2012년 1월 27일  | 정인호, 강현종 |